# Curral de Cima
Curral de Cima este un oraș în Paraíba (PB), Brazilia.